# Рау, Йоханнес (профессор)
Йоханнес Рау (нем. Johannes Rau, род. 14 апреля 1940 года) — немецкий профессор, доктор философских наук, эксперт по Кавказу и Центральной Азии. Член форума международной безопасности при Академии руководящего состава вооруженных сил Германии.

## Биография
- 1992—1996 гг. руководитель кафедры социологии и философии Евро-азиатского университета Астаны в Казахстане.
- В 1993 году — назначен профессором Госкомвуза России
- С 1995 года действительный член российской академии наук, профессор кафедры социологии и философии в Москве.
- 1991—1995 гг. глава немецко-казахского культурного центра университета города Астаны в Казахстане.
- 1997—1998 гг. научный сотрудник Фонда Отто Бенеке Восточного института Гамбурга.
- 1998—2001 внештатный сотрудник факультета Института Востока.

## Работы
- Berg-Karabach in der Geschichte Aserbaidschans und die Aggression Armeniens gegen Aserbaischan
- Der Dagestan-Konflikt und die Terroranschlдge in Moskau 1999
- Der Nagorny-Karabach-Konflikt (1988—2002)
- Der Berg-Karabach-Konflikt zwischen Armenien und Aserbaidschan
- Der Nagorny-Karabach-Konflikt (1988—2002)
- Der Dagestan-Konflikt und die Terroranschlдge in Moskau 1999
- Russland — Georgien — Tschetschenien
- The Nagorno-Karabakh Conflict between Armenia and Azerbaijan
- Russland — Georgien — Tschetschenien
- Der Berg-Karabach-Konflikt zwischen Armenien und Aserbaidschan